# Chrioloba subusta
Chrioloba subusta là một loài bướm đêm trong họ Geometridae.